# Naruto: Clash of Ninja Revolution 2
 (septembre 2017).
Si vous disposez d'ouvrages ou d'articles de référence ou si vous connaissez des sites web de qualité traitant du thème abordé ici, merci de compléter l'article en donnant les références utiles à sa vérifiabilité et en les liant à la section « Notes et références ».
Naruto: Clash of Ninja Revolution 2 est un jeu vidéo de combat sorti sur Wii en 2008. Il a été développé par 8ing et édité par Tomy.
Le jeu, basé sur l'univers du manga Naruto, fait suite à Naruto: Clash of Ninja Revolution et raconte une histoire inédite.

## Tramme

### Synopsis
Ce second opus raconte l'histoire d'une dénommée Kagura qui veut absolument détruire le village caché de Konoha.
Naruto, Kakashi, Gaara et Baki sont alors envoyés en mission afin de la stopper.

### Personnages
- Sasuke Uchiwa
- Naruto Uzumaki
- Sakura Haruno
- Kakashi Hatake
- Shino Aburame
- Kiba Inuzuka
- Hinata Hyûga
- Kurenai Yuhi
- Neji Hyûga
- Rock Lee
- Tenten
- Gai Maito
- Shikamaru Nara
- Chôji Akimichi
- Ino Yamanaka
- Asuma Sarutobi
- Gaara
- Kankurô
- Temari
- Baki
- Jiraya
- Orochimaru
- Tsunade
- Kabuto Yakushi
- Anko Mitarashi
- Yûgao Uzuki
- Itachi Uchiwa
- Kisame Hoshigaki
- Bandô